# Zisterzienserinnenkloster Los Silos (Teneriffa)
Das Zisterzienserinnenkloster Los Silos war von 1649 bis 1836 ein Kloster der Zisterzienserinnen in Los Silos auf Teneriffa.

## Geschichte
Das Nonnenkloster San Sebastián wurde 1649 im Nordwesten Teneriffas von einem begüterten Ehepaar für drei seiner Töchter gestiftet und mit Bernhardinerinnen besiedelt. Im Zuge der Desamortisation in Spanien wurde es 1836 aufgelöst. Das Klostergebäude, das seit 1912 der Stadtverwaltung von Los Silos dient, wurde 1986 unter Denkmalschutz gestellt, 2000 renoviert und beherbergt derzeit u. a. die Stadtbibliothek und die Touristeninformation.